# ریگ‌آباد (رودبار جنوب)
ریگ‌آباد، روستایی در دهستان بیژن‌آباد بخش مرکزی شهرستان رودبار جنوب در استان کرمان ایران است.

## جمعیت
بر پایه سرشماری عمومی نفوس و مسکن در سال ۱۳۹۵، جمعیت این روستا برابر با ۱۶ نفر (۶ خانوار) بوده است.